# Flotte des États-Unis
La Flotte des États-Unis (U.S. Fleet en anglais) était une structure organisationnelle de commandement au sein de la Marine des États-Unis établie en deux temps, une première fois en 1919 puis définitivement en 1922 et qui perdura jusqu'à la fin de la Seconde Guerre mondiale. Ce poste fut établi comme commandement suprême des forces navales à la mer.
L'acronyme CINCUS, prononcé « sink us » (« coulez nous » en français) était utilisé pour le Commander-in-Chief, U.S.Fleet (Commandant-en-chef, Flotte U.S. en français). Ce titre fut abandonné et officiellement remplacé par l'appellation COMINCH (pour Commander-in-Chief, U.S. Navy) au mois de décembre 1941. Ce dernier poste fut occupé par l'amiral Ernest J. King, qui en 1944 fut promu au rang à cinq étoiles d'amiral de la flotte (Fleet Admiral)

## Création
Après la Première Guerre mondiale la Marine des États-Unis connut plusieurs évolutions successives liées au bouleversement stratégiques de l'entre-deux guerres. Ainsi le 10 janvier 1919, le Secrétaire à la Marine Josephus Daniels changea l'appellation de la Flotte de l'Atlantique pour en faire la "United States Fleet" (la Flotte des États-Unis) tout en continuant à la concentrer dans l'Océan Atlantique pour un maximum d'efficacité. Cependant, au bout de cinq mois il revint sur cette décision (s'appuyant sur la crainte de l'expansionnisme japonais à l'ouest) et créa deux flotte de puissance sensiblement égales : la Flotte Atlantique et la Flotte Pacifique.
Ce n'est que le successeur de Daniels, Edwin Denby qui revint sur cette décision dans son Ordre Général numéro 94 du 6 décembre 1922, rassemblant sous un même commandement les deux flottes de l'Atlantique et du Pacifique sous l'appellation Flotte des États-Unis. Les Forces navales non rattachées à la Flotte des États-Unis étaient les suivantes :
- La Flotte Asiatique (en)
- La Force Navale, Europe
- L'Escadron de Service Spécial
- La Division de Sous-marins, Atlantique
- La Division de Sous-marins, Pacifique
- Les Forces Navales de District

La Flotte des États-Unis est placée sous le commandement d'un amiral portant le titre de Commandant en chef de la Flotte des États-Unis (Commander-in-chief, United States Fleet). Elle se compose des forces navales suivantes :
1. La Flotte de Bataille sous le commandement d'un amiral portant le titre de Commandant en chef de la Flotte de Bataille se compose des unités suivantes :
  - Divisions de cuirassés (sous l'autorité d'un vice-amiral)
  - Divisions de croiseurs légers
  - Escadres de destroyers
  - Escadres d'avions
  - Divisions de Sous-marins (selon attributions)
2. La Flotte de reconnaissance sous le commandement d'un vice-amiral portant le titre de Commandant en chef de la Flotte de reconnaissance se compose des unités suivantes :
  - Divisions de cuirassés (sous l'autorité d'un vice-amiral)
  - Divisions de croiseurs légers
  - Escadres de destroyers
  - Escadres d'avions
  - Divisions de Sous-marins (selon attributions)
  - Unités logistiques (si besoin en fonction de l'éloignement de la Force de Base de la Flotte)
3. La Force de Contrôle sous le commandement d'un contre-amiral portant le titre de Commandant de la Force de contrôle se compose des unités suivantes :
  - Divisions de croiseurs
  - Escadres de destroyers
  - Escadres de mouilleurs de mines
4. La Force de base de la Flotte sous le commandement d'un contre-amiral portant le titre de Commandant de la Force de base de la Flotte se compose des unités suivantes :
  - Escadres de mouilleurs de mines
  - Escadres de destroyers
  - Escadres d'avions (si disponibles)
  - Unités logistiques

Au cours de l'année 1930, la Flotte de bataille et la Flotte de reconnaissance furent rebaptisées Force de bataille et Force de reconnaissance. La Force sous-marine fut également placée sous le contrôle du CINCUS. La Force de contrôle, quant à elle, fut dissoute en 1931. L'Escadre de services spéciaux ainsi que la Flotte asiatique furent conservés, toutes deux en apparence indépendantes de la Flotte des États-Unis.

## Réorganisation en 1941
Avec le commencement de la Seconde Guerre mondiale en Europe, la Marine américaine commença à planifier l'éventualité d'une guerre dans l'Atlantique ainsi que dans le Pacifique. Le 1er février 1941, l'Ordre Général 143 fut publié, mettant fin à la structure organisationnelle "Flotte des États-Unis". En lieu et place, la Flotte Atlantique U.S. et la Flotte Pacifique U.S. furent rétablies, chacun avec son propre commandant en chef. La Flotte Asiatique resta une organisation indépendante comme par le passé.

## Commandants
Commandants successifs de la Flotte des États-Unis:
- Hilary P. Jones 1922 – 1923
- Robert E. Coontz (en) 1923 – 1925
- Samuel S. Robison (en) 1925 – 1926
- Charles F. Hughes 1926 – 1927
- Henry A. Wiley (en) 1927 – 1929
- William V. Pratt (en) 1929 – 1930
- Jehu V. Chase (en) 17 septembre 1930 – 15 septembre 1931
- Frank H. Schofield (en) 1931 – 1932
- Richard H. Leigh (en) 1932 – 1933
- David F. Sellers (en) 10 juin 1933 – 18 juin 1934
- Joseph M. Reeves (en) 26 février 1934 – juin 1936
- Arthur J. Hepburn (en) 24 juin 1936 – 1938
- Claude C. Bloch 1938 – 6 janvier 1940
- James O. Richardson (en) 6 janvier 1940 - 5 janvier 1941
- Husband E. Kimmel 5 janvier 1941 - Décembre 1941
- Ernest J. King (également Chef des opérations navales) 30 décembre 1941 – 10 octobre 1945

## Sources littéraires
- (en) Norman Polmar, The Naval Institute Guide to the Ships and Aircraft of the U.S. Fleet, Naval Institute Press, 2005, 661 p. (ISBN 1-59114-685-2 et 978-1-591-14685-8)
- (en) Bruce Linder, Tidewater's Navy : An Illustrated History, Naval Institute Press, 2005, 343 p. (ISBN 1-59114-465-5 et 978-1-591-14465-6)